# Pallacanestro Livorno 1986-1987

## Stagione
Nella stagione 1986-1987, la Pallacanestro Livorno, ha disputato il massimo campionato nazionale giungendo al decimo posto e fermandosi ai quarti di finale dei play-off. In Coppa Italia, si fermò agli ottavi di finale battuta dai rivali della Libertas. La sponsorizzazione era Allibert e i colori sempre bianco e nel rosso.

## Roster
Rosa della squadra
|  | Naz.                   | Ruolo | Sportivo             |  |  |  |  |
|  | ---------------------- | ----- | -------------------- |  |  |  |  |
|  | Italia (bandiera)      |       | Daniele Albertazzi   |  |  |  |  |
|  | Italia (bandiera)      |       | Massimiliano Aldi    |  |  |  |  |
|  | Italia (bandiera)      |       | Claudio Bonaccorsi   |  |  |  |  |
|  | Stati Uniti (bandiera) |       | Larry Boston         |  |  |  |  |
|  | Italia (bandiera)      |       | Umberto Burgalassi   |  |  |  |  |
|  | Italia (bandiera)      |       | Pier Paolo Del Buono |  |  |  |  |
|  | Italia (bandiera)      |       | Giovanni Diana       |  |  |  |  |
|  | Italia (bandiera)      |       | Matteo Lanza         |  |  |  |  |
|  | Stati Uniti (bandiera) |       | Barry Mungar         |  |  |  |  |
|  | Italia (bandiera)      |       | Alessandro Pucci     |  |  |  |  |
|  | Italia (bandiera)      |       | Roberto Ritossa      |  |  |  |  |
|  | Bahamas (bandiera)     |       | Elvis Rolle          |  |  |  |  |
|  | Stati Uniti (bandiera) |       | Anthony Teachey      |  |  |  |  |